# Ujunggebang (Sukra)
Ujunggebang is een bestuurslaag in het regentschap Indramayu van de provincie West-Java, Indonesië. Ujunggebang telt 3709 inwoners (volkstelling 2010).